# Bourg-de-Sirod
Bourg-de-Sirod ist eine französische Gemeinde im Département Jura in der Region Bourgogne-Franche-Comté. Sie ist eine Mitgliedsgemeinde des Gemeindeverbandes Champagnole Nozeroy Jura.

## Geographie
Bourg-de-Sirod liegt auf 584 m, etwa vier Kilometer südöstlich der Stadt Champagnole (Luftlinie). Das Dorf erstreckt sich im Jura, auf einem Plateau nördlich des Tals des Ain oberhalb der Perte de l’Ain, zwischen der Waldhöhe des Bois de Sapois im Westen und der Krete des Château-Vilain im Osten.
Die Fläche des 4,42 km² großen Gemeindegebiets umfasst einen Abschnitt des französischen Juras. Der zentrale Teil des Gebietes wird von einer Senke eingenommen, die sich in Nord-Süd-Richtung erstreckt, eine Breite von rund 700 m aufweist und durchschnittlich auf 580 m liegt. Diese Senke ist besonders in ihrem nördlichen Abschnitt sumpfig (Étang Marquis). Flankiert wird sie im Westen vom Bois des Sapois (736 m), im Osten von der Höhe von Lent (hier wird mit 792 m die höchste Erhebung von Bourg-de-Sirod erreicht).
Südlich von Bourg-de-Sirod leitet eine Geländestufe zum rund 50 m tiefer gelegenen Tal des Ain über. Dieser tritt von Osten her in das Becken ein, wobei er mit einer tiefen Klus den schmalen Kamm von Château-Vilain und Côte Poire durchbricht. Hier befindet sich die Perte de l’Ain. Der Fluss stürzt mit mehreren Wasserfällen in eine Schlucht, verschwindet für kurze Zeit unter einer Felsplatte und erreicht danach das Becken bei der Siedlung Les Forges, wo er sich nach Süden wendet.
Zu Bourg-de-Sirod gehören neben dem eigentlichen Ort auch mehrere Siedlungen und Einzelhöfe, darunter:
- Les Forges (535 m) am Ain, an dessen Austritt aus der Perte de l’Ain
- Bourg-Dessus (590 m) am Westfuß der Krete von Château-Vilain

Nachbargemeinden von Bourg-de-Sirod sind Sapois und Lent im Norden, Sirod im Osten, Syam im Süden sowie Champagnole im Westen.

## Geschichte
Erstmals urkundlich erwähnt wird die Ortschaft im 9. Jahrhundert. Das Gemeinwesen bestand im Mittelalter aus drei Siedlungen: Bourg-Dessus, Bourg-Dessous (entspricht dem heutigen Bourg-de-Sirod) und Sirod (heute eine eigene Gemeinde) mit der Pfarrkirche. Um 1186 wurde die Burg Château-Vilain vermutlich an der Stelle einer bereits während der Bronzezeit und der gallorömischen Zeit bestehenden Festung erbaut. Burgherren waren die Herren von Commercy, welche auch die Herrschaft Mont-Rivel besaßen. Während des Mittelalters bildete Château-Vilain den Mittelpunkt einer ausgedehnten Herrschaft, welche die Gegenden von Champagnole, Les Planches-en-Montagne und Val de Sirod umfasste. Die Burg wurde 1595 von Truppen Heinrichs IV. belagert und eingenommen und 1639 nach langer Belagerungszeit von schwedischen Truppen verwüstet.
Die Siedlung Bourg-Dessous trug im 14. Jahrhundert den Namen Richebourg und war damals befestigt. Zusammen mit der Franche-Comté gelangte Bourg-de-Sirod mit dem Frieden von Nimwegen 1678 an Frankreich. Schon früh ließen sich am Ain Werkstätten nieder, die von der Wasserkraft abhängig waren. Die Eisenwerke von Bourg-de-Sirod wurden im Jahr 1734 gegründet. 1810 wurde das Château-Vilain endgültig zerstört und das Baumaterial für die Wiederinstandsetzung der Eisenwerke benutzt.

## Bevölkerung
| Jahr                       | 1962 | 1968 | 1975 | 1982 | 1990 | 1999 | 2006 | 2019 |
| -------------------------- | ---- | ---- | ---- | ---- | ---- | ---- | ---- | ---- |
| Einwohner                  | 62   | 83   | 81   | 68   | 63   | 86   | 96   | 94   |
| Quellen: Cassini und INSEE |      |      |      |      |      |      |      |      |

Mit 89 Einwohnern (Stand 1. Januar 2022) gehört Bourg-de-Sirod zu den kleinsten Gemeinden des Départements Jura. Nachdem die Einwohnerzahl in der ersten Hälfte des 20. Jahrhunderts markant abgenommen hatte (1891 wurden noch 298 Personen gezählt), wurden seit Beginn der 1970er Jahre nur noch relativ geringe Schwankungen verzeichnet.

## Wirtschaft und Infrastruktur
Bourg-de-Sirod war lange Zeit ein durch die Landwirtschaft geprägtes Dorf. Seit dem 18. Jahrhundert wurde das Wirtschaftsleben durch das Eisenwerk am Ain geprägt. Daneben gibt es heute einige Betriebe des lokalen Kleingewerbes. Viele Erwerbstätige sind auch Wegpendler, die in den größeren Ortschaften der Umgebung ihrer Arbeit nachgehen.
Die Ortschaft liegt abseits der größeren Durchgangsstraßen nahe einer Départementsstraße, die von Champagnole nach Sirod führt. Eine weitere Straßenverbindung besteht mit Syam.

## Sehenswürdigkeiten

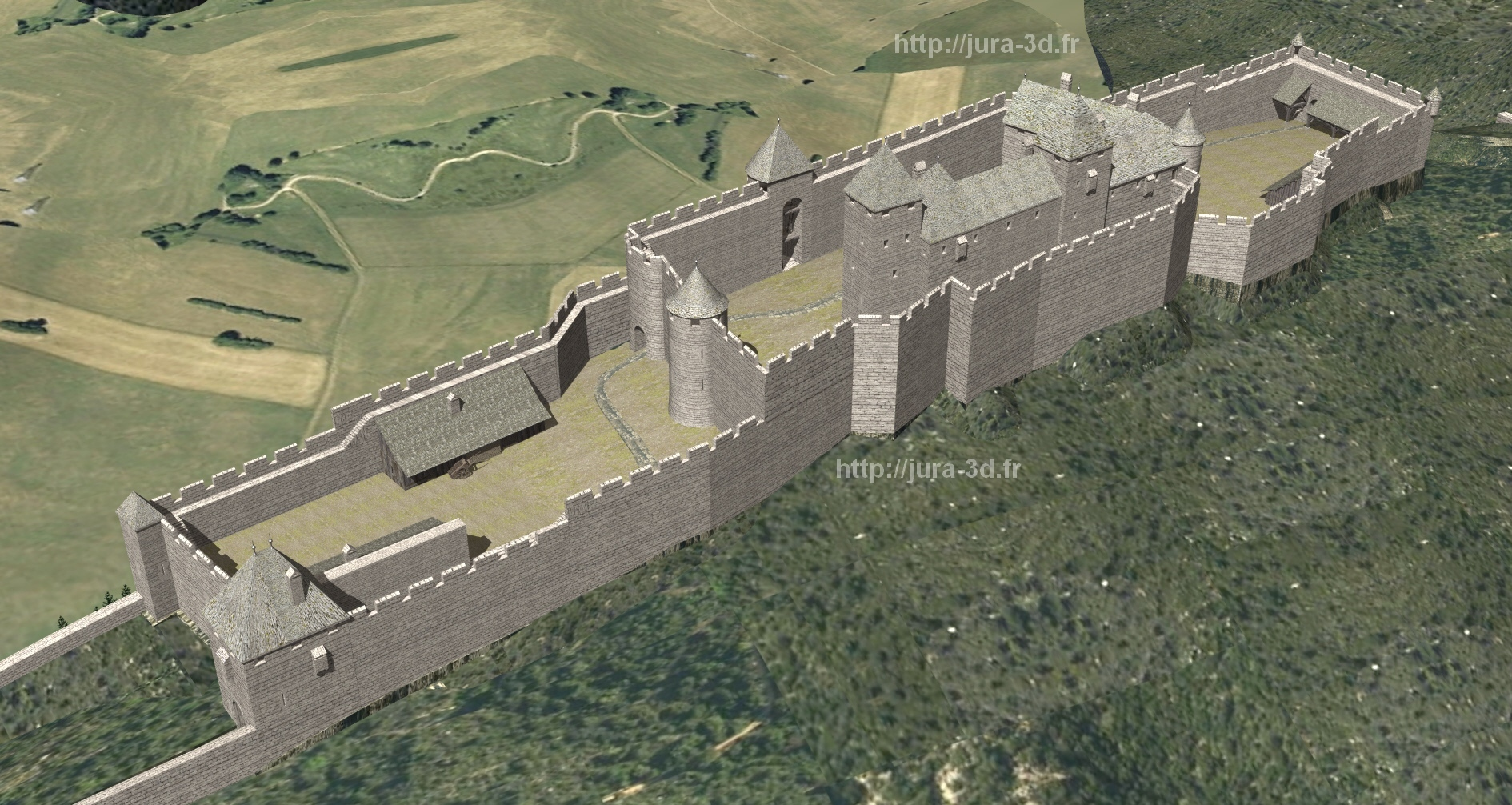
Château Villain

Von der mittelalterlichen Burg Château-Vilain sind Ruinen (Grundmauern der Türme und Überreste der Umfassungsmauer) erhalten. Bourg-de-Sirod besitzt keine eigene Kirche, aber auf dem Gemeindegebiet befinden sich die ehemalige Schlosskapelle aus dem 12. Jahrhundert und die Kapelle von Les Forges aus dem 19. Jahrhundert. Im Weiler Bourg-Dessus steht ein im Jahr 1616 erbauter Torturm. Zu den Natursehenswürdigkeiten zählt die Perte de l’Ain.